# Liste der Kulturdenkmäler in Worms-Pfeddersheim
In der Liste der Kulturdenkmäler in Worms-Pfeddersheim sind alle Kulturdenkmäler des Stadtteils Worms-Pfeddersheim aufgeführt. Grundlage ist die Denkmalliste des Landes Rheinland-Pfalz (Stand: 1. Juni 2023).

## Denkmalzonen
| Bezeichnung                    | Lage                     | Baujahr | Beschreibung                                                                                         | Bild            |
| ------------------------------ | ------------------------ | ------- | --- | --------------- |
| Denkmalzone Jüdischer Friedhof | Leiselheimer Straße Lage | 1832    | 1832 angelegter kleinstädtisch-ländlicher Judenfriedhof mit 65 erhaltenen Grabsteinen, 1834 bis 1937 | Fotos hochladen |

## Einzeldenkmäler
| Bezeichnung                       | Lage                                                         | Baujahr                            | Beschreibung | Bild                           |
| --------------------------------- | ------------------------------------------------------------ | ---------------------------------- | --- | ------------------------------ |
| Stadtbefestigung Pfeddersheim     |                                                              | um 1500                            | spätgotische Mauer mit Voll- und Schalentürmen und Graben (außer im südlichen Abschnitt), 13. Jahrhundert bis um 1500, mehrfach bis 1655 instand gesetzt, nach 1689 aufgegeben; Mauer erhalten im Osten am Roten Turm (ehemaliges Bundeswehrgelände an der Allee), hinter St.-Georgen-Straße 45, im Cästrich angeschlossen an Türme sowie gegenüber Ringstraße 85; von den zehn Volltürmen erhalten Neuer Turm (Ringstraße 28), Eckturm (Allee 33), Roter Turm (Allee 44), Pulverturm (Kleine Burgstraße 3), Aulturm (Aulstraße 22), Türturm (Aulstraße 10), Johannisturm (St.-Georgen-Straße 27), Hoher Turm (Cästrich 26), Sprenger- oder Lenhardsturm (Cästrich 8); die schalenförmigen Halbtürme stark dezimiert, erhalten bei bzw. in Allee 31, Cästrich 14, 22, 30, 38, Ringstraße 44, 74 und gegenüber Ringstraße 85 | weitere Bilder Fotos hochladen |
| Halbturm der Ortsbefestigung      | Allee, hinter Nr. 31 Lage                                    | um 1500                            | Halbturm der Ortsbefestigung, um 1500 | BW                             |
| Turm der Ortsbefestigung          | Allee, hinter Nr. 33 Lage                                    | um 1500                            | südöstlicher Eckturm der Ortsbefestigung, ruinöser Rechteckturm, um 1500 | BW                             |
| Roter Turm                        | Allee, bei Nr. 44 Lage                                       | um 1500                            | reduzierter Rechteckturm der Ortsbefestigung, um 1500; in der Mauer südlich des Turms zwei korbbogige Portale von der „Unteren Mühle“, 18. Jahrhundert | weitere Bilder Fotos hochladen |
| Kriegerdenkmal                    | Allee, Ecke Paternusstraße Lage                              | um 1900                            | Kriegerdenkmal 1870/71; Bronzefigur eines fahnenschwenkenden Kriegers | Fotos hochladen                |
| Türturm                           | Aulstraße, zu Nr. 12 Lage                                    | um 1500                            | Rundturm auf der Nordseite der Ortsbefestigung, eselsrückenförmige Tür zum Obergeschoss, um 1500 | Fotos hochladen                |
| Aulturm                           | Aulstraße 22 Lage                                            | um 1500                            | nordöstlicher Eckturm der Ortsbefestigung, Rundturm, um 1500; heute Wohnnutzung | Fotos hochladen                |
| Hofanlage                         | Burgstraße 9, Kleine Burgstraße 3 Lage                       |                                    | Hofanlage, wohl die mittelalterliche Burg, im Erscheinungsbild des frühen 19. Jahrhunderts; Wohnhaus mit Renaissance-Kellerabgang, bezeichnet [xx]87 (1587); zugehörig Nebengebäude; bauliche Gesamtanlage | Fotos hochladen                |
| Sprenger                          | Cästrich 8 Lage                                              | um 1500                            | auch Lenhardsturm (nach dem einstigen Schultheiß Philipp Sprenger bzw. einer Familie Lenhardt); Rundturm der Ortsbefestigung, um 1500, heute Wohnnutzung | Fotos hochladen                |
| Halbturm der Ortsbefestigung      | Cästrich, zu Nr. 14 Lage                                     | um 1500                            | Halbturm der Ortsbefestigung, Mauerstück bis Cästrich 16 | Fotos hochladen                |
| Halbturm der Ortsbefestigung      | Cästrich, zu Nr. 22 Lage                                     | um 1500                            | Halbturm der Ortsbefestigung | BW                             |
| Hoher Turm                        | Cästrich 26 Lage                                             | um 1500                            | Rechteckturm der Ortsbefestigung, um 1500; heute Wohnnutzung | Fotos hochladen                |
| Halbturm der Ortsbefestigung      | Cästrich, zu Nr. 30 Lage                                     | um 1500                            | Halbturm der Ortsbefestigung | Fotos hochladen                |
| Wohnhaus                          | Frankenthaler Straße 8 Lage                                  | 1932                               | repräsentatives villenartiges Wohnhaus, Bauhausstil, bezeichnet 1932, Architekt Willi Dehoes, Worms | Fotos hochladen                |
| Schulhaus                         | Georg-Scheu-Straße 2 Lage                                    | 1907                               | Erweiterungsbau der Bergschule; kubischer Zeltdachbau, 1907 | Fotos hochladen                |
| Veteranenstein und Kriegerdenkmal | Jochen-Klepper-Straße, Cästrich Lage                         | 1847 und um 1920                   | auf dem christlichen Alten Friedhof: Gedenkstein für die napoleonischen Veteranen, reliefierte Sandsteinstele, 1847; Kriegerdenkmal 1914/18, sachliche Formen | weitere Bilder Fotos hochladen |
| Simultankirche                    | Jochen-Klepper-Straße 9, 11 und 15 Lage                      |                                    | Saalbau, 1708–21 auf mittelalterlichen Grundmauern, katholischer Teil 1789, klassizistisch, Choranbau des evangelischen Teils im Westen von 1931; gotischer Turm mit Renaissanceveränderungen, um 1600, historisierendes Turmobergeschoss und Spitzhelm, 19. Jahrhundert; am Kirchturm und im katholischen Teil Grabsteine des 17. und 18. Jahrhunderts | weitere Bilder Fotos hochladen |
| Hofanlage                         | Karlstraße 1 Lage                                            | frühes 19. Jahrhundert             | Dreiseithof, frühes 19. Jahrhundert; stattliches Wohnhaus, nachbarocker Krüppelwalmdachbau, Torfahrt bezeichnet 1826, Ökonomie bezeichnet 1810; Meerweibchenstein, staufische Spolie, um 1200, Wormser Dombauschule; Gewölbestall mit Sandsteinstützen | Fotos hochladen                |
| Hofanlage                         | Karlstraße 2 Lage                                            | 16. Jahrhundert                    | Hofanlage, im Kern aus dem 16. Jahrhundert, Überformung im 18. und 19. Jahrhundert; Wohnhaus, teilweise Fachwerk (verputzt), bezeichnet 1592 (Fenstersturz), Renaissance-Kellerabgang | BW                             |
| Hofanlage                         | Karlstraße 8 Lage                                            | 18. Jahrhundert                    | ehemaliger evangelischer Pfarrhof; stattliche barocke Hofanlage; Krüppelwalmdachbau, 18. Jahrhundert, im Kern älter, Toranlage, Wirtschaftsgebäude Anfang des 19. Jahrhunderts | BW                             |
| Schulhaus                         | Karlstraße 9 Lage                                            | 18. Jahrhundert                    | ehemaliges katholisches Schulhaus; eingeschossiges Wohnhaus mit Krüppelwalmdach, 18. Jahrhundert | BW                             |
| Katholisches Pfarrhaus            | Karlstraße 25 Lage                                           | Mitte des 18. Jahrhunderts         | eingeschossiger Mansardkrüppelwalmdachbau, Rokoko, zweigeschossiger Mittelrisalit, Figurennische mit barocker Madonna, Mitte des 18. Jahrhunderts | Fotos hochladen                |
| Hofanlage                         | Karlstraße 27 Lage                                           | 1707                               | stattliche barocke Hofanlage; Wohnhaus (ehemaliges Rathaus?), Mansardwalmdachbau, 1707, Umfassungsmauer mit Torfahrt, 18. Jahrhundert, Wirtschaftsgebäude; in stollenartigen Kellern Renaissanceportal, bezeichnet 1568 | BW                             |
| Hofanlage                         | Kleine Allee 2 Lage                                          | 18. Jahrhundert                    | straßenbildprägende Hofanlage, 18. Jahrhundert; barockes Wohnhaus, Toranlage, bezeichnet 1772; im Pferdestall Spolie, zwei sogenannte Katzenköpfe | BW                             |
| Ehemalige Synagoge                | Kleine Amthofstraße 9 Lage                                   | 1843                               | dreiachsiger Putzbau, 1843; eingeschossiges Wohnhaus mit Kniestock (Lehrerwohnung) | Fotos hochladen                |
| Pulverturm                        | Kleine Burgstraße, bei Nr. 3 Lage                            | um 1500                            | niedriger Rundturm der Ortsbefestigung, stadtseitig Spitzbogenportal, um 1500 | Fotos hochladen                |
| Grabmäler                         | Leiselheimer Straße, auf dem Friedhof Lage                   | um 1900                            | auf dem im frühen 19. Jahrhundert angelegten neuen Christlichen Friedhof hervorzuhebende Grabmäler: Familie Dr. Georg Franz Boxheimer († 1895), Neurenaissance, Bildhauer Lipp-Kehrmann, Mainz; Familie Jakob Brand († 1913), klassizistisch, Christusfigur nach Thorwaldsen | Fotos hochladen                |
| Evangelisches Gemeindehaus        | Lutherstraße 8 Lage                                          | 1714                               | ehemalige lutherische Kirche; schlichter barocker Saalbau, bezeichnet 1714 | BW                             |
| Villa                             | Odenwaldstraße 3 Lage                                        | 1904                               | Villa, Jugendstil/Landhausstil, 1904 | Fotos hochladen                |
| Hofanlage                         | Paternusstraße 26 Lage                                       | 18. Jahrhundert                    | stattliche Hofanlage, 18. Jahrhundert; barockes Wohnhaus, teilweise Fachwerk (verputzt), Mansardwalmdach | BW                             |
| Gewölbestall                      | Paternusstraße, zu Nr. 33 Lage                               | 1804                               | Gewölbestall mit Freisäulen, wohl von 1804 | Fotos hochladen                |
| Hofanlage                         | Paternusstraße 48 Lage                                       | 1742                               | Hofanlage; barockes Wohnhaus, eingeschossiger Krüppelwalmdachbau, 1742, stattliche Scheune, 1787, weitere Nebengebäude 19. Jahrhundert | BW                             |
| Hofanlage                         | Paternusstraße 50 Lage                                       | 1787                               | Hofanlage; barockes Wohnhaus, Krüppelwalmdachbau mit Zierfachwerk, bezeichnet 1787, Wirtschaftsgebäude 18. und 19. Jahrhundert | BW                             |
| Bahnhof Pfeddersheim              | Pfiffligheimer Straße 1 Lage                                 | 1884                               | dreigeschossiger Sandsteinquaderbau, 1884, eingeschossiger Anbau (Wartesaal), eingeschossiger Fachwerkanbau (Stellwerk) | weitere Bilder Fotos hochladen |
| Torbogen                          | Probsteistraße, an Nr. 13 Lage                               | 1582                               | Renaissance-Torbogen, bezeichnet 1582 | BW                             |
| Bürgerturm                        | Ringstraße, in Nr. 28 Lage                                   | 1611                               | auch Neuer Turm der Ortsbefestigung, bezeichnet 1611, Rundturm mit Zinnen | Fotos hochladen                |
| Halbturm der Ortsbefestigung      | Ringstraße, in Nr. 44 Lage                                   | um 1500                            | frei ergänzter Halbturm der Ortsbefestigung | BW                             |
| Halbturm der Ortsbefestigung      | Ringstraße, in Nr. 74 Lage                                   | um 1500                            | Halbturm der Ortsbefestigung | BW                             |
| Halbturm der Ortsbefestigung      | Ringstraße, gegenüber Nr. 85 Lage                            | um 1500                            | Halbturm der Ortsbefestigung mit anschließendem Mauerstück | BW                             |
| Wohnhaus                          | Schloßstraße 18 Lage                                         | 1815                               | klassizistisches Wohnhaus, bezeichnet 1815; Torfahrt bezeichnet 1592 | BW                             |
| Rathaus                           | Schloßstraße 48 Lage                                         | 1760/70                            | siebenachsiger barocker Mansardkrüppelwalmdachbau, 1760/70 auf älteren Grundmauern | Fotos hochladen                |
| Gerichtsgebäude                   | Schloßstraße 52 Lage                                         | zweite Hälfte des 19. Jahrhunderts | ehemaliges Gericht und Gefängnis; Bruchsteinbau, zweite Hälfte des 19. Jahrhunderts | Fotos hochladen                |
| Johannisturm                      | St.-Georgen-Straße, an Nr. 27 Lage                           | um 1500                            | Rechteckturm der Ortsbefestigung mit Wehrgang und Kegelhelm, um 1500 | Fotos hochladen                |
| Bergschule                        | Zur Stahlgasse 1 Lage                                        | 1893                               | historisierender sandsteingegliederter Ziegelbau, 1893 | BW                             |
| Hauptbehälter IV                  | nördlich des Ortes; Flur Am Abenheimer Galgen Lage           | Anfang des 20. Jahrhunderts        | Wasserbehälter; kubischer Bossenquaderbau in barockisierenden Jugendstilformen; säulenflankierter Eingang, Anfang des 20. Jahrhunderts | BW                             |
| Wasserbehälter Pfeddersheim       | nördlich des Ortes an der K 11 Lage                          | Anfang des 20. Jahrhunderts        | kubischer pavillonartiger Bau in barockisierenden Jugendstilformen, Anfang des 20. Jahrhunderts | Fotos hochladen                |
| Wingertshäuschen                  | nördlich des Orts am Fuß des Georgenbergs Lage               | Ende des 18. Jahrhunderts          | Rundbau mit Flachkuppel, wohl vom Ende des 18. Jahrhunderts | Fotos hochladen                |
| Heppenheimer Kreuz                | südlich des Ortes am ehemaligen Feldweg nach Heppenheim Lage | 1557                               | spätmittelalterliches Rotsandsteinkreuz, Sockel bezeichnet 1557 | Fotos hochladen                |
| Sülzer Stein                      | westlich des Ortes an der K 9 Lage                           | 1830                               | Denkmal zur Erinnerung an den Chausseebau 1830, aufgesockelte Stele | Fotos hochladen                |